# Trochocyathus longispina
Trochocyathus longispina är en korallart som beskrevs av Stephen D. Cairns och Zibrowius 1997. Trochocyathus longispina ingår i släktet Trochocyathus och familjen Caryophylliidae. Inga underarter finns listade i Catalogue of Life.